# رافائيل كارو كوينتيرو
رافائيل كارو كوينتيرو (بالإسبانية: Rafael Caro Quintero)‏ هو تاجر مخدرات مكسيكي شارك في تأسيس كارتل غوادالاخارا مع ميغيل أنخيل فيليكس غالاردو ومهربي المخدرات الآخرين في السبعينيات.
بعد أن كونت كارتل غوادالاخارا في سبعينيات القرن الماضي، عمل كارو كوينترو مع ميغيل أنخيل فيليكس غالاردو وإرنستو فونسيكا كاريلو وبيدرو أفيليس بيريز عن طريق شحن كميات كبيرة من الماريجوانا إلى الولايات المتحدة من المكسيك وزُعم أنه كان مسؤولاً عن خطف وقتل عميل إدارة مكافحة المخدرات الأمريكية كيكي كامارينا وطيار كامارينا ألفريدو زافالا أفيلار والكاتب الأمريكي جون كلاي ووكر وطالب طب الأسنان ألبرتو راديلات في عام 1985. وبعد العديد من عمليات القتل هرب كارو كوينتيرو إلى كوستاريكا ولكن تم القبض عليه لاحقًا وتم تسليمه إلى المكسيك حيث حُكم عليه بالسجن 40 عامًا بتهمة القتل، بعد إلقاء القبض عليه تفكك كارتل غوادالاخارا وتم دمج قادتها في كارتل تيخوانا وكارتل سينالوا وكارتل خواريز.
تم إطلاق سراح كارو كوينتيرو من السجن في 9 أغسطس 2013 ، بعد أن أنتهت المحاكمة إلى أنه قد حوكم بشكل غير صحيح ومع ذلك وسط ضغوط من الحكومة الفيدرالية للولايات المتحدة لإعادة اعتقاله أصدرت المحكمة الاتحادية المكسيكية مذكرة توقيف ضد كارو كوينتيرو في 14 أغسطس ولا يزال طليقًا باعتباره هاربًا مطلوبًا في المكسيك والولايات المتحدة ، وعدة بلدان أخرى تعرض الولايات المتحدة مكافأة قدرها 20 مليون دولار لاعتقاله.

## حياته
ولد رافائيل كارو كوينتيرو في سينالوا المكسيك ، في 3 أكتوبر 1952 كان لوالديه إميليو كارو باين وهيرميليندا كوينتيرو اثنا عشر طفلاً كان والده يعمل في الزراعة والرعي وتوفي عندما كان كارو كوينتيرو يبلغ من العمر 14 عامًا مع غياب والده عمل على رعاية أسرته إلى جانب والدته.
في سن 16 عام غادر واستقر في كابوركا حيث كان يعمل في رعي الماشية بعد ذلك بعامين عمل كسائق شاحنة في سينالوا كما عمل في مزرعة للفاصوليا والذرة في سينالوا قبل أن يقرر مغادرة ولايته للانضمام إلى تجارة المخدرات في ولاية تشيهواهوا المجاورة.